# Срећан дан смрти 2
Срећан дан смрти 2 (енгл. Happy Death Day 2U) је амерички научнофантастични хорор филм из 2019. године, режисера Кристофера Лендон, са Џесиком Рот и Израелом Брусардом у главним улогама. Представља директан наставак филма Срећан дан смрти из 2017.
Готово целокупна глумачка постава из првог дела се вратила у своје улоге и у наставку. Њима су се придружили Шурај Шарма, који се претходно прославио главном улогом у филму Пијев живот, и Сара Јаркин, којој је то био глумачки деби.
Филм је, као и свој претходник, рађен у продукцији Џејсона Блума, а и Бер Макрири се вратио као композитор музике. Прича филма покушава да објасни чудне догађаје из претходног дела, а инспирисана је филмовима попут Повратка у будућност. Најављен је и пре него што је први део премијерно приказан.
Добио је претежно позитивне критике, с тим што се већина критичара сложила у томе да је редитељ, за разлику од претходног дела, на прво место ставио забаву и научну фантастику, па тек онда хорор. На сајтовима Metacritic и IMDb оцењен је идентичном оценом — 6,2 док су га критичари на сајту Rotten Tomatoes оценили нешто боље, са 70%.
Иако је остварио финансијски успех зарадивши 65 милиона долара, са седмоструко мањим буџетом, филм је у односу на свог претходника забележио велики пад. Незадовољан зарадом, продуцент је након премијере изјавио да до трећег дела вероватно неће доћи, али да ништа није сигурно.

## Радња
Након догађаја из претходног дела, Три се са Картером радује што је коначно успела да преживи 18. септембар и свој рођендан, на који је била убијена преко 10 пута. Њеној срећи брзо долази крај, пошто јој Картеров цимер, Рајан, саопшти да се њему дешавају исте ствари које су се њој дешавале претходног дана.
Група убрзо открива да је за стварање временских петљи одговорна машина коју је Рајан направио са својим пријатељима, Самаром и Дре. У нападу панике и страху да ће бити убијен по својој предикцији, Рајан покреће машину, чиме изазива снажан енергетски импулс, од кога се сви присутни онесвесте.
Три се поново буди у Картеровој соби и схвата да је опет 18. септембар и да се њена агонија наставља. Међутим, Три ускоро увиђа да нешто није у реду, јер се не дешава све исто као раније. Рајан јој објашњава да је то зато што се паљењем машине створила алтернативна димензија у којој је све другачије. У овој димензији Триина мајка је жива, али је Картер у вези са Данијелом. Такође, у овој димензији Лори не жели да убије Три, већ др Батлер и његова жена покушавају да их убију обе како би прикрили његове љубавне афере. Иако првобитно пожели да заувек остане у алтернативној димензији са својом мајком, Три убрзо схвата да је то погрешно и баца се на посао како да све врати у нормалу. Она помаже Рајану, Самару и Дре да дођу до правог алгоритма, којим би поништили дејство машине, пошто је она једина којој остаје сећање из претходних итерација. Како би то функционисало, Три се убија на крају сваког дана како би се пробудила на почетку истог.
Три коначно долази до правог алгоритма и саопштава га осталима, али осећа тешке последице од смртоносних повреда које носи из претходних истерација, па схвата да неће преживети још једну. Таман пошто спреме машину за покретање, у лабораторију упада декан факултета који им је одузима и закључава машину у своју канцеларију.
Групи у помоћ неочекивано прискаче Данијела, која се преруши у слепу Францускињу и кришом украде кључеве од декана. Три и Картер одлазе по машину, док у међувремену Данијела штапом за слепе слама нос декану како их не би ухватио. Коначно, Рајан покреће машину која поништава створене временске петље и све се враћа у нормалу.

## Улоге
| Глумац          | Улога                 |
| --------------- | --------------------- |
| Џесика Рот      | Тереза „Три” Гелбман  |
| Израел Брусард  | Картер Дејвис         |
| Рејчел Метјуз   | Данијела Буземан      |
| Фи Ву           | Рајан Фан             |
| Шурај Шарма     | Самар Гош             |
| Сара Јаркин     | Дре Морган            |
| Стив Зисис      | декан Бронсон         |
| Руби Модин      | Лори Шпенглер         |
| Чарлс Ејткен    | др Грегори Батлер     |
| Лаура Клифтон   | Стефани Батлер        |
| Миси Јагер      | Џули Гелбман          |
| Џејсон Бајл     | Дејвид Гелбман        |
| Кејлеб Спиљардс | Тим Бауер             |
| Блејн Керн      | Ник Симс              |
| Џими Гонзалес   | полицајац у болници   |
| Тана Интријаго  | студентски протестник |
| Тран Тран       | Емили                 |
| Роб Мело        | Џон Томбс             |